# San Antonio las Flores
San Antonio las Flores är en ort i Mexiko.   Den ligger i kommunen Ocosingo och delstaten Chiapas, i den sydöstra delen av landet, 800 km öster om huvudstaden Mexico City. San Antonio las Flores ligger 1 243 meter över havet och antalet invånare är 270.
Terrängen runt San Antonio las Flores är kuperad västerut, men österut är den bergig. Runt San Antonio las Flores är det ganska tätbefolkat, med 75 invånare per kvadratkilometer. Närmaste större samhälle är Ocosingo, 11,4 km nordost om San Antonio las Flores. I omgivningarna runt San Antonio las Flores växer i huvudsak städsegrön lövskog.